# 충북개발공사
충북개발공사(忠北開發公社)는 충청북도 소재의 공기업이다.

## 연혁
- 2006. 01. 16 법인설립 등기